# Claudio Zuliani
Claudio Zuliani (Milano, 30 novembre 1966) è un giornalista e telecronista sportivo italiano.

## Biografia
Pubblicista dal 18 maggio 1999, esordisce nel programma di 7 Gold Diretta stadio... ed è subito goal!, al quale partecipa in qualità di telecronista, commentatore e tifoso della Juventus. Dal 2009 al 2016 è stato telecronista delle partite della Juventus per Mediaset Premium, lasciando poi il ruolo ad Antonio Paolino.
Nel 2012 ha pubblicato il suo primo libro, scritto insieme a Massimo Pavan, dedicato alla vittoria della Juventus nel campionato di Serie A 2011-2012, intitolato 1-2-3 stella! Vincere è l'unica cosa che Conte! L'anno seguente è uscito il suo secondo libro, Trentuno - Juve, storia di un tricolore, scritto sempre con la partecipazione di Pavan.
Nell'estate 2016 lascia Mediaset e viene nominato direttore del canale tematico bianconero Juventus TV. Nel gennaio 2019 è opinionista a QSVS su telelombardia, successivamente nel settembre 2020 torna a 7Gold nelle trasmissioni Diretta Stadio e nel Processo di 7Gold. A giugno 2022 termina la sua collaborazione con Juventus TV. Da luglio 2022, è conduttore della rubrica quotidiana La Juve in Gol su radiobianconera.com. Il 1º giugno 2024 viene nominato direttore della testata online TuttoJuve.com.

## Opere
- 1-2-3 stella! Vincere è l'unica cosa che Conte!, Bradipolibri, 2012
- Trentuno - Juve, storia di un tricolore, Bradipolibri, 2013